# Heinrich Schrader
Heinrich Schrader (ur. w 1878, zm. ?) – szermierz, szpadzista reprezentujący Cesarstwo Niemieckie, uczestnik letnich igrzysk olimpijskich w 1912 roku.